# SN 2000bu
SN 2000bu – supernowa typu II odkryta 31 marca 2000 roku w galaktyce A112711-0623. W momencie odkrycia miała maksymalną jasność 19,40m.